# Serra da Chela
La serra da Chela est une chaîne de montagnes située dans le Sud-Ouest de l'Angola, dans la province de Namibe. Les montagnes, s'élevant à 2 306 mètres au-dessus des plaines côtières, sont parmi les plus importantes du pays. Le mont Tchoi est le point culminant.
La chaîne fait partie du Grand Escarpement africain, qui sépare le plateau de Huíla des plaines côtières du désert de Namib. Le versant ouest du Grand Escarpement est très abrupt, dépassant les 2 000 mètres de haut. Il y a quelques inselbergs à l'ouest, qui sont les restes d'un plateau qui fut à une époque plus étendu. À de nombreux endroits, l'escarpement est accessible par la route, soit par l'itinéraire reliant Cuto à Lubango, sur le plateau, soit par celui joignant Capangombe à Humpata.
La chaîne a été formée il y a environ 200 millions d'années, au Jurassique inférieur, quand le supercontinent Pangée s'est fracturé. Ce qui est maintenant la serra da Chela était sur la bordure d'une des plaques tectoniques de l'Afrique à une époque où celle-ci était reliée à l'Amérique du Sud. Cette plaque s'est lentement soulevée pendant que  l'océan Atlantique se formait entre les plaques de séparation.